# Areál Státního výzkumného ústavu zemědělského
Areál Státního výzkumného ústavu zemědělského, v Praze 6–Dejvicích, Flemingovo nám. č. 542/2 byl vybudován v letech 1927–1929 v neoklasicistním slohu podle návrhu architekta Josefa Záruby-Pfeffermanna. Pozdějšími přístavbami, dostavbami a rekonstrukcemi vznikl komplex budov, vymezený Flemingovým náměstím a ulicemi Bechyňovou, Kolejní, Zelenou a Stavitelskou. V současné době je využívaný Ústavem organické chemie a biochemie AV ČR.

## Historie
Neoklasicistní budova určená původně pro Státní výzkumný ústav zemědělský vychází z urbanistické koncepce Bubenče a Dejvic architekta Antonína Engela z 20. let 20. století. Uvažovaná veřejná budova stojící na tomto místě tvořila spolu s ostatními budovami hranici tzv. zeleného pásu, vedoucího od Stromovky přes Ořechovku na Letenskou pláň.
V souvislosti s autorstvím projektu jsou kromě hlavního architekta Josefa Záruby-Pfeffermanna zmiňováni ještě architekti Jan Zázvorka, Jan Gillar nebo Vojtěch Krch, kteří byli u Josefa Záruby-Pfeffermanna v době vzniku návrhu zaměstnáni. Po dokončení stavby vydal Zemský úřad 17. května 1929 povolení k užívání a obývání novostavby Státnímu výzkumnému ústavu zemědělskému. Od 50. let 20. století sídlí v budově Ústav organické chemie a biochemie AV ČR založený prof. Františkem Šormem.

## Popis areálu

### Hlavní (historická) budova
Hlavním konstrukčním prvkem budovy je dozdívaný železobetonový skelet s trámovými stropy. Na hranolovitou střední část navazují dvě nižší symetrická křídla, dělená ještě na dvě boční křídla. Oproti původnímu návrhu zastřešení formou kupole na tamburu byla zvolena ještě během projektu příznivější varianta pyramidálního útvaru jehlancovitého zastřešení. Všechna boční křídla mají téměř rovnou střechu s dřevěnými krovy ve velmi mírném spádu oplechovanou měděnými pláty s postupně vznikající měděnkou, dodávající stavbě jistou autentičnost. Hlavní schodiště ve střední časti je doplněno dvěma postranními půlkruhovými schodišti, kterými je zajištěn přístup do hranolovitě tvarovaných věžiček v místě členění bočních křídel. Věžičky jsou ukončeny ochozy, umožňujícími výhled do okolí.

### Přístavby, rekonstrukce a dostavba nové budovy
Přístavby
Rozvoj ústavu si vyžádal i potřebu nových prostor pro laboratoře a proto bylo přistoupeno k výstavbě další budovy začleněné do areálu jako prodloužení severovýchodního křídla stávající historické budovy. Autorem návrhu budovy byl architekt František Nejdl. Budova byla postavena v letech 1957–1959; uvedena do provozu byla v roce 1960. Dodatečná přístavba administrativní části ústavu v roce 2005 byla vyřešena připojením bočního křídla k této budově v pravém úhlu (ve tvaru L). Přístavba i po rekonstrukci v roce 2011 spolu s administrativní budovou nenarušila parkovou úpravu areálu a začlenila se vhodně do linie přilehlých ulic (Stavitelská, Zelená).
Rekonstrukce
Postupná rekonstrukce historické budovy spolu s výstavbou nové budovy byla započata v roce 2012. Modernizace hlavní budovy byla provedena s ohledem na architektonickou hodnotu stavby s minimálními zásahy do dispozičního řešení. Původní zábradlí a teracové podlahy na chodbách byly ponechány; v rekonstruované zasedací místnosti, přednáškovém sále a přilehlé kavárně byla doplněna moderní svítidla, nábytek a zařizovací předměty. Rekonstrukcí získali vědci v budově moderní laboratoře, které odpovídají současným bezpečnostním standardům.
Nová budova

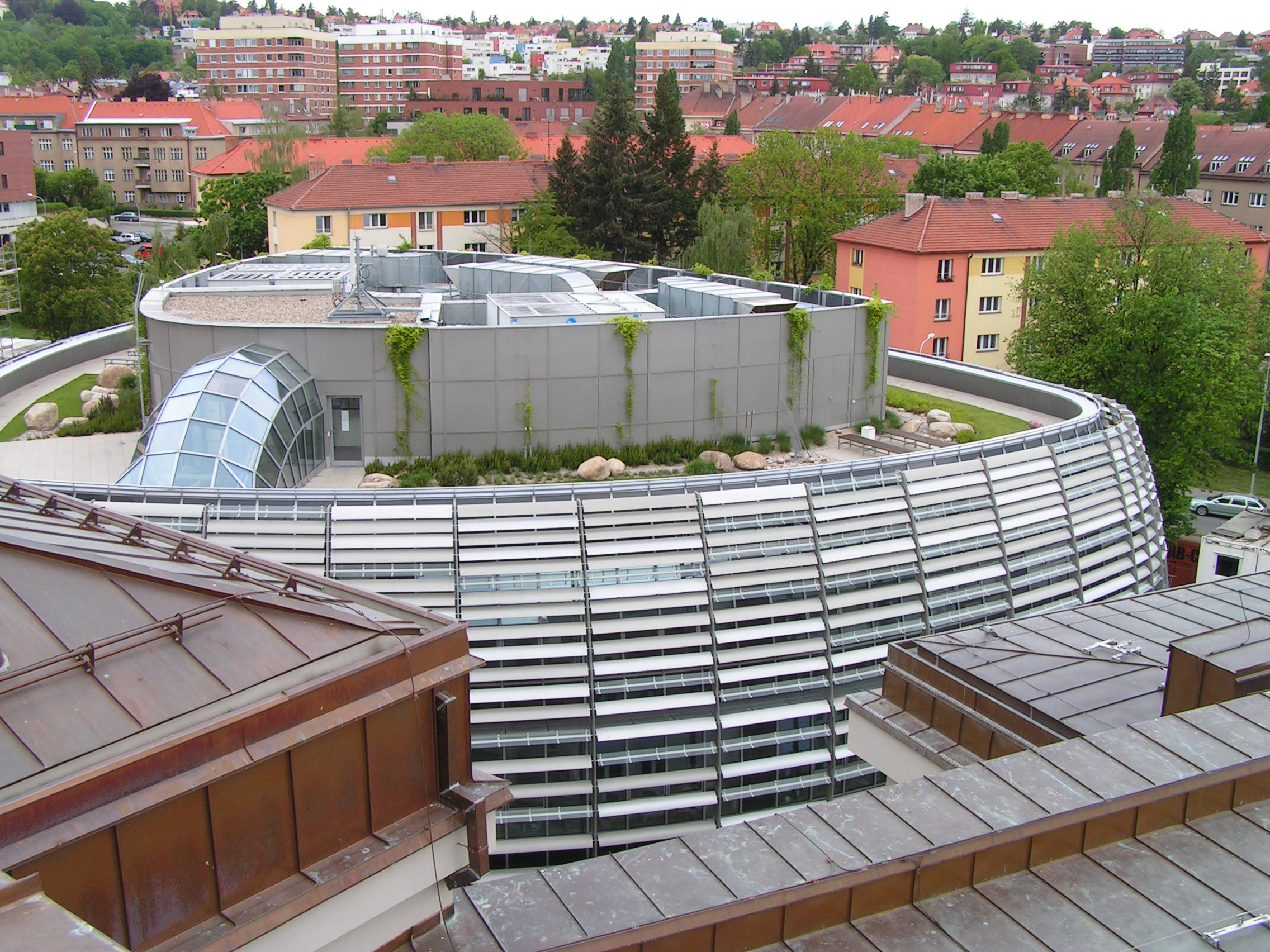
Nová budova ÚOCHB, Praha 6-Dejvice

Architekti Ivan Šrom a Kateřina Mašková (VPÚ DECO) projektovali novou budovu s ohledem na maximální využití prostor areálu, čímž byla zakryta severní strana historické budovy. Výtvarný návrh napovídá, že jde o moderní budovu třetího tisíciletí s členěnou prosklenou fasádou. Půdorys tvoří organický tvar zaobleného (sférického) trojúhelníku, který je v souladu se zaměřením ústavu na výzkum v oblasti organické chemie. Místo střechy má stavba středově umístěné ustupující patro pro klimatizační techniku, které tvoří zároveň střešní zahradu s odpočinkovými místy. Autorem interiérů je architekt Martin Rössler (PROSTOR 008). Pro svůj tvar je budova zaměstnanci i veřejností nazývána „květák“.
Konstrukci budovy tvoři monolitický železobetonový skelet s montovaným, částečně proskleným obvodovým pláštěm, opatřeným stínicím systémem žaluziových lamel. Ve třech nadzemních podlažích budovy je například 18 velkých laboratoří, stejný počet vyhodnocovacích pracovišť, seminární místnosti a technické a hygienické zázemí. Laboratoře jsou postaveny na nejvyšší technické úrovni a s minimální energetickou náročností pro celou budovu. Technické rozvody včetně rozvodů plynného dusíku a stlačeného vzduchu jsou vedeny pod stropem chodeb a pohledově přiznány. Tři suterény slouží jako technické zázemí, kromě knihovního fondu jsou zde umístěny sklady chemikálií nebo garáže.
Novostavba je s hlavní budovou spojena ve 3. a 4. podlaží uzavřeným koridorem navazujícím na dvě mezipodesty hlavního schodiště. V přístupové chodbě je umístěna busta profesora Antonína Holého od sochařky Stanislavy Kavanové. Díky jeho patentům na vývoj léčiv proti viru HIV, způsobujícímu AIDS, proti hepatitidě B a dalším virovým onemocněním, mohl ÚOCHB AV ČR financovat rekonstrukci historické budovy i dostavbu nové budovy za téměř miliardu korun z vlastních prostředků. Nová budova byla slavnostně otevřena 19. 6. 2014.